# حسن محمد
حسن محمد (9 يناير 1982 -) ممثل ومذيع بحريني.

## عن حياته
بدأ مشواره الفني في المسرح عام 1993 في مسرحية حكاية المهرج مع المخرج والكاتب جمال الصقر، تتعدت مواهبه فقد عمل كممثل ومذيع ومغني، عمل في العديد من الأعمال المسرحية والتلفزيونية، في جانب التقديم عمل في الإذاعة والتلفاز، وفي عام 2012 قام بكتابة المسرحية البحرينية وين مانطقها عويا .. كما قام أيضا بكتابة مسرحية خفيف خفيف في عام 2016.

## أعماله

### من المسلسلات
| سنه الإنتاج | اسم المسلسل                       | بمشاركة |
| ----------- | --------------------------------- | --- |
| 1994        | صانعوا التاريخ                    | |
| 1995        | بحر الحكايات                      | مجموعة من الفنانين ، حلقات منفصلة                                                                             |
| 1997        | الكلمة الطيبة                     | مجموعة من الفنانين ، حلقات منفصلة                                                                             |
| 1997        | آخر الرجال                        | عبد الله ملك، سعاد علي، شيماء سبت، يوسف بوهلول، مصطفى رشيد،حميد مراد                                          |
| 1997        | سعدون                             | جمعان الرويعي، أحمد مجلي، علي الغرير                                                                          |
| 1998        | أبواب                             | يوسف بوهلول، زينب العسكري                                                                                     |
| 2002        | الكلمة الطيبة                     | مجموعة من الفنانين ، حلقات منفصلة                                                                             |
| 2003        | دموع الرجال                       | حسين المنصور، إبراهيم بحر، فرح علي، أميرة محمد                                                                |
| 2003        | بقايا رماد                        | |
| 2005        | صور من الحياة                     | مبارك خميس |
| 2006        | القناص                            | مبارك خميس، سعاد علي، سمير القلاف ، أميرة محمد، ابتسام عبد الله                                               |
| 2007        | 123 اكشن                          | مجموعة من الفنانين ، حلقات منفصلة                                                                             |
| 2010        | الساكنات في قلوبنا - حلقات منفصلة | جاسم النبهان، طيف                                                                                             |
| 2010        | للحياة ثمن                        | جاسم النبهان، فاطمة عبد الرحيم، أنور أحمد، بدرية أحمد                                                         |
| 2010        | متلف الروح                        | غانم السليطي، عبد المحسن النمر، هيفاء حسين ، أحمد إيراج، فاطمة الحوسني                                        |
| 2011        | سماء ثانية                        | عبد المحسن النمر، هيفاء حسين ، أحمد إيراج، عبد الله عبد العزيز (ممثل)                                         |
| 2011        | قصة هوانا - مجموعة من الممثلين    | مجموعة من الممثلين                                                                                            |
| 2011        | ومضة فنار                         | |
| 2013        | لولو ومرجان 2                     | سعاد علي، علي الغرير                                                                                          |
| 2013        | برايحنا                           | مجموعة من الفنانين ، حلقات منفصلة                                                                             |
| 2013        | يا من هواه                        | شهد الياسين،عبد الله عبد العزيز (ممثل)،أحمد إيراج،أحمد الجسمي،هدى الخطيب                                      |
| 2014        | حنين السهارى                      | عبد الرحمن العقل،مريم زيمان،ابتسام عبد الله،إبراهيم بحر،عبد الله ملك ،شفيقة يوسف                              |
| 2014        | أهل الدار                         | |
| 2015        | عيال شمسان                        | حبيب الحبيب،سعاد علي،شفيقة يوسف،ابتسام عبد الله،سامي رشدان ،شيماء سبت                                         |
| 2017        | حياة ثانية                        | هدى حسين،تركي اليوسف،هبة الدري،نور الغندور،زينب غازي ،أسيل عمران،حسن محمد                                     |
| 2018        | أماني العمر                       | زينب غازي، هنادي الكندري، اميرة محمد، صابرين البورشيد، إلهام علي                                              |
| 2018        | الخطايا العشر                     | عبدالله بوشهري، محمد صفر، ريم ارحمة، نور، عبدالمحسن النمر، روان الصايغ، سعود بوشهري، نور الشيخ، فاطمة الحوسني |

### من المسرحيات
| سنه الإنتاج | المسرحية              |
| ----------- | --------------------- |
| 1993        | حكاية المهرج          |
| 1994        | المركبة الفضائية      |
| 1996        | سلحوف والأميرة نون    |
| 1997        | الخفاش                |
| 1997        | سعد والأشباح          |
| 1998        | نجمة على الأرض        |
| 1998        | الدحروي               |
| 2003        | كليلة ودمنة           |
| 2003        | العميان               |
| 2003        | سكانة مرتة            |
| 2003        | سوالف نسوان           |
| 2003        | الزيارة الأخير        |
| 2004        | سوالف نسوان           |
| 2006        | عذاري                 |
| 2010        | عيال سعادة            |
| 2011        | أحنا عيالها           |
| 2012        | وين مانطقها عويا      |
| 2015        | جروح                  |
| 2015        | في بيتنا حريجة        |
| 2016        | الباب الآخر           |
| 2016        | خفيف خفيف             |
| 2017        | هذا الميدان يا حميدان |

|2019
سأبحر

### البرامج
| اسم البرنامج         | قناة            |
| -------------------- | --------------- |
| دي جيه               | وناسة           |
| سوالف وأطلبها وعليها | وناسة           |
| كوميدي شو            | روتانا خليجية   |
| كبسة زر              | وناسة           |
| تاء الشباب           | تلفزيون البحرين |
| عنوان الرجل - موسمين | دبي             |
| العيد يحلى وياكم     | دبي             |
| على شاشتنا           | تلفزيون البحرين |
| المسافر              | تلفزيون البحرين |

### جوائز
2014: جائزة أفضل ممثل دور أول لمسرحية رحلة عمر في مهرجان الصواري  البحرين

## وصلات خارجية
- حسن محمد على موقع IMDb (الإنجليزية)
- حسن محمد على موقع قاعدة بيانات الأفلام العربية
- حسن محمد على موقع قاعدة بيانات الفيلم (الإنجليزية)